# Sesto ed Uniti
Sesto ed Uniti (lombardul: Sest) település Olaszországban, Lombardia régióban, Cremona megyében. Lakosainak száma 3232 fő (2023. január 1.). Sesto ed Uniti Acquanegra Cremonese, Annicco, Castelverde, Cremona, Grumello Cremonese ed Uniti, Paderno Ponchielli és Spinadesco községekkel határos.

## Közigazgatás
A Sesto Cremonese központi helyén kívül Casanova del Morbasco, Cavatigozzi, Corteteano, Luignano és Baracchino a települési területen találhatók.

## Népesség
A település lakossága az elmúlt években az alábbi módon változott:
| Lakosok száma | 3134 | 3213 | 3194 | 3232 |
|               | 2013 | 2017 | 2018 | 2023 |

## Közlekedés

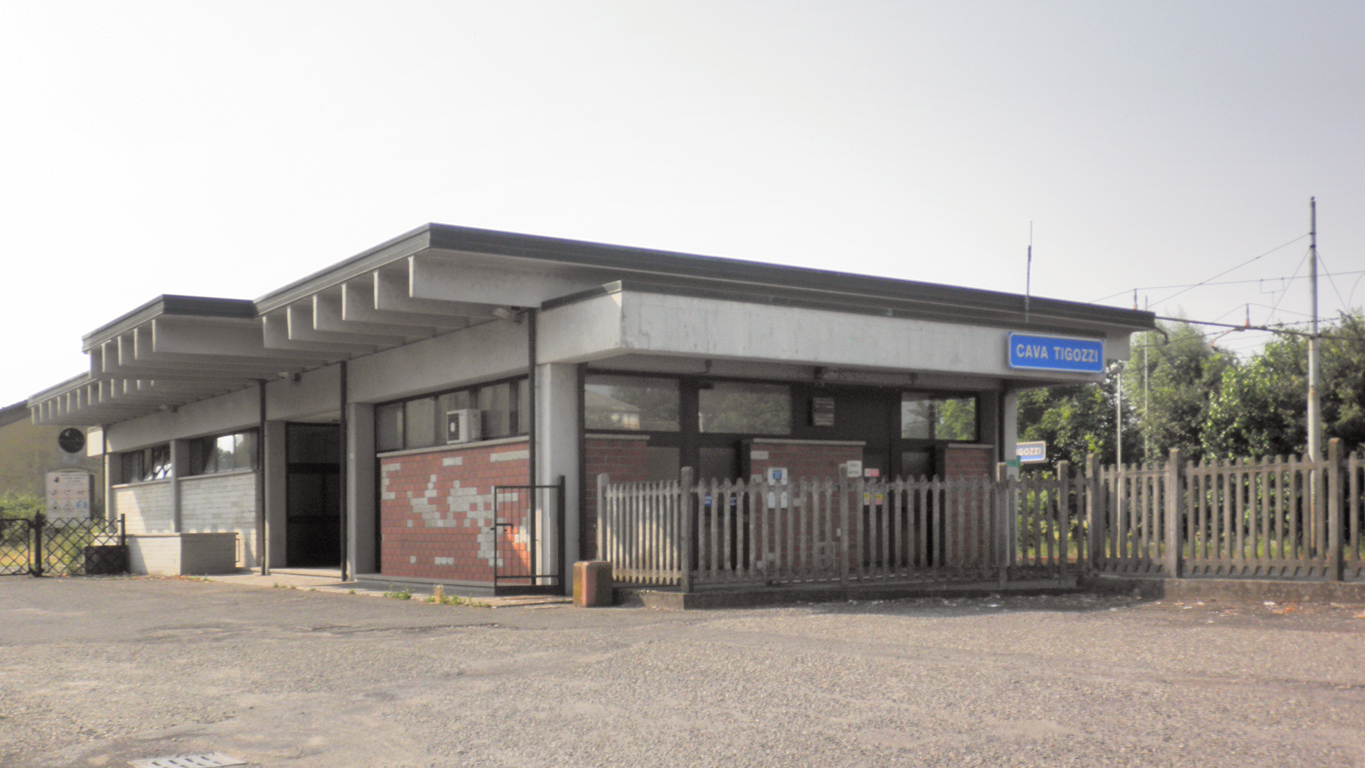
Az állomás

A településnek vasútállomása van.